# باشگاه فوتبال المور
باشگاه فوتبال المور (به انگلیسی: Elmore Football Club) یک باشگاه فوتبال در شهر تیورتون، دوون، کشور انگلستان است که در سال ۱۹۴۷ میلادی تأسیس شده‌است.